# 성우진 (1964년)
성우진 (成祐溱, 1964년 9월 25일 ~ )은 대한민국의 대중음악 평론가이면서 방송인이다.
전영혁이 편집장으로 있었던 월간팝송이 주최한 '팝 평론 콘테스트'에서 우수상을 받았다. 1988년 메탈리카 4집의 성음 라이센스 음반의 해설지를 쓰고 음악 평론계에 첫 발을 내디뎠다. 뮤직랜드에서 객원기자를 거쳐 편집장 직을 이어 받았고, 신나라뮤직 고위 관계자들 제안으로 Hot Music 잡지를 창간하였다. 각종 뮤직 페스티벌의 프로그래머 및 매니지먼트 일도 하면서, 김경호, 크래쉬, 노이즈가든, 넬, 화이트(여성 그룹), 해머 등을 발굴 및 제작하였다. 1989년 불교방송에서 게스트로 출연한 것을 비롯하여, MBC 라디오의 《(윤상의)밤의 디스크쇼》, 《신해철의 FM 음악도시》, 《깊은 밤엔 ROCK이 좋다》에서 작가를 담당하기도 하였다. 2005년부터, 건국대학교 예술학부에서 강사로 활동하며 '록 음악의 이해'를 강의하고 있다. 2014년 5월 12일부터 경인방송에서 《한밤의 음악여행 성우진입니다》를 진행하고 있었다.

## 저서
공저 :	
- 방송작가가 말하는 방송작 (부키, 2007년)
- 한국 대중음악 100대 명반 1 : 음반리 (선, 2008년)
- 한국 대중음악 100대 명반 2 : 인터 (선, 2009년)
- 한국의 인디레이블 (선, 2009년)